# Kolmatacja
Kolmatacja (ang. clogging) – osadzanie się w przestrzeni porowej ośrodka porowatego drobnych cząstek stałych unoszonych przez przepływający płyn.
Kolmatacja związana jest z blokowaniem przewężeń kanałów porowych przez cząstki stałe adwekcyjnie unoszone przez poruszający się płyn.
Przykładem procesu kolmatacji jest stopniowe zatykanie się filtrów porowatych (np. sączki, samochodowy filtr powietrza) przez drobne cząstki stałe zawarte w filtrowanym płynie.

## Parametry kolmatacji
W opisie kolmatacji stosuje się zazwyczaj dwa parametry:
- koncentrację cząstek zawartych w przepływającym płynie {\displaystyle M} wyrażaną zwykle w m³ stałej substancji rozproszonej na m³ przepływającego płynu,
- koncentrację cząstek osadzonych w przestrzeni porowej ośrodka porowatego {\displaystyle R} wyrażaną zwykle w m³ osadzonej substancji stałej na m³ objętości ośrodka porowatego.

Obydwa powyższe parametry są wielkościami bezwymiarowymi nieujemnymi, mniejszymi od jedności.
Podczas procesu kolmatacji między powyższymi parametrami zachodzi zależność:
{\displaystyle {\frac {dR}{dt}}=\varphi \,{\frac {dM}{dt}},}
gdzie {\displaystyle \varphi } jest porowatością ośrodka porowatego a {\displaystyle t} jest czasem.

## Równania kinetyki procesu kolmatacji
Proces kolmatacji opisuje się zwykle przy pomocy jednego z alternatywnych równań kinetyki tego procesu.
Tzw. pierwsza kinetyka kolmatacji wyrażona jest równaniem:
{\displaystyle {\frac {dR}{dt}}=\alpha \,vM,}
gdzie {\displaystyle v} jest prędkością filtracji płynu w ośrodku porowatym, a {\displaystyle \alpha } jest tzw. współczynnikiem kolmatacji. Kinetyka ta nie nakłada ograniczeń na postęp procesu kolmatacyjnego, dlatego też równanie to można stosować jedynie dla małych koncentracji cząstek osadzonych w przestrzeni porowej ośrodka porowatego. W niektórych opracowaniach w miejsce prędkości filtracji stosuje się prędkość adwekcji.
Tzw. druga kinetyka kolmatacji:
{\displaystyle {\frac {dR}{dt}}=\alpha \,v\,\left(1-{\frac {R}{R_{m}}}\right)M}
nie pozwala na przekroczenie przez koncentrację cząstek osadzonych w przestrzeni porowej ośrodka porowatego maksymalnej dopuszczalnej wartości {\displaystyle R_{m}.}
Tzw. trzecia kinetyka kolmatacji:
{\displaystyle {\frac {dR}{dt}}=\alpha \,vM-\beta \,vR}
stosująca oprócz współczynnika kolmatacji {\displaystyle \alpha } współczynnik sufozji {\displaystyle \beta } wprowadza również ograniczenie na maksymalną wielkość koncentracji cząstek osadzonych w przestrzeni porowej. Ograniczenie to nie jest jednak, w przeciwieństwie do kinetyki drugiej, wyrażone w sposób jawny.
Inne równania kinetyki procesu kolmatacji stosuje się rzadko.

## Zastosowania
Procesy kolmatacji występują powszechnie podczas przepływu zanieczyszczonych płynów przez ośrodki porowate. W ten sposób w hydrogeologii następuje stopniowe oczyszczanie zabrudzonej wody dopływającej do naturalnych podziemnych zbiorników wód słodkich zlokalizowanych w warstwach porowatych, czyli wodonośnych (tzw. aquiferach). Zjawisko kolmatacji wykorzystuje się też celowo z zamiarem oczyszczenia płynów z niepożądanych, zawieszonych w nich drobnych cząstek stałych, co ma miejsce np. w zakładach utylizacji wody pitnej, oczyszczalniach ścieków, samochodowych filtrach powietrza i oleju etc.